# M3U
M3U is een bestandsformaat voor multimedia-afspeellijsten. Het formaat is bedacht door de makers van Winamp maar wordt tegenwoordig door een scala aan software ondersteund, waaronder Totem, JuK, iTunes, Windows Media Player en VLC Media Player.
Een M3U-bestand is een platte-tekstbestand dat de locaties van één of meer mediabestanden bevat, die de multimediasoftware kan afspelen. Elke locatie wordt geplaatst op een nieuwe regel.

## Voorbeeld
Hieronder een voorbeeld van een uitgebreid M3U-bestand op het Windowsplatform.
```
#EXTM3U

#EXTINF:123,Queen - Bohemian Rhapsody
C:\Documents and Settings\Mijn Muziek\Voorbeeld.
mp3

#EXTINF:321,Dire Straits - Walk of Life
C:\Documents and Settings\Mijn Muziek\Voorbeeld.
ogg
```